# Peter Ritzen

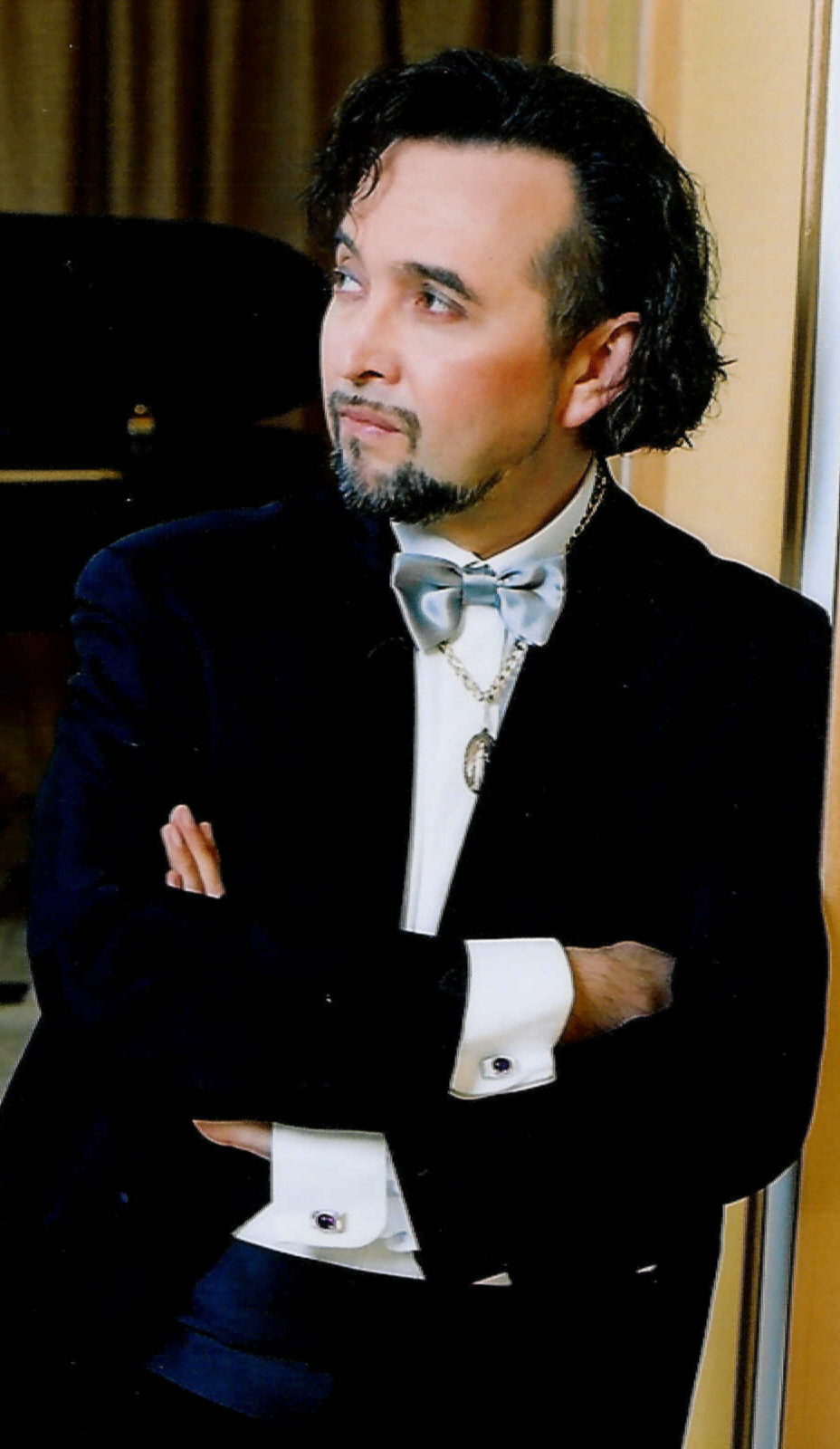
Peter Ritzen (2010)

Peter Ritzen (* 21. Januar 1956 in Gent) ist ein flämischer Pianist, Komponist und Dirigent.

## Leben
Ritzen studierte Klavier und Kammermusik am ehemaligen Königlichen Konservatorium in seiner Heimatstadt Gent und setzte sein Studium am Mozarteum in Salzburg (1981–1983) bei der russischen Pianistin Tatjana Petrowna Nikolajewa fort. Er schloss 1984 sein Studium mit dem „Diplôme Supérieure d'Exécution“ für Klavier an der „École Normale de Musique de Paris Alfred Cortot“ in Paris ab.
Als Konzertpianist war Ritzen in Europa, Asien und den Vereinigten Staaten tätig, insbesondere als Interpret von Franz Liszt und Theodor Leschetizky.
1991 gründete er den Leschetizky-Verein in Bad Ischl. Zusammen mit Margret Tautschnig, der Urenkelin Theodor Leschetizkys, eröffnete er im selben Jahr die Internationale Leschetizky Sommer Akademie an der Universität für Musik und darstellende Kunst Wien. Ritzen leitet dabei das Akademie Orchester, das junge Musiker aus der westlichen und der fernöstlichen Hemisphäre zusammenbringt.
Seine Beschäftigung mit der chinesischen Kultur schlägt sich nieder in einer Reihe von Kompositionen mit Bezug auf China und chinesische Tradition. Ritzen war er in den Jahren 2000 und 2004 künstlerischer Leiter des Internationalen Klavierwettbewerbs Theodor Leschetizky in Taipeh, Taiwan. 2005 wurde seine Symphonie Heavenly Peace, ein Werk mit mehr als 400 Aufführenden, im Nationalen Konzerthaus in Taipeh uraufgeführt.
2015 wurde Ritzen künstlerischer Leiter des „New Cosmos International Music Festival“. Das Festival verbindet fernöstliche Musiker und Kultur mit der europäischen Musiktradition. Seit 2016 ist er Musikdirektor der New Cosmos Philharmoniker in Wien. Das Orchester ist häufig aktiv im Sommer während des jährlichen New Cosmos Internationales Musik Festivals in Wien. 
2017 hatte seine Komposition Die Wildrose Premiere, eine symphonische Dichtung für großes Orchester, Chor, Orgel und Solisten.
2018 gründete Peter Ritzen zusammen mit Künstlerfreunden die Gesellschaft der New Cosmos Freunde in Wien (Vienna New Cosmos Society). Er ist Präsident des Vereines, das die Internationale Leschetizky Akademie (1992), New Cosmos Internationales Musikfestival (2015) und New Cosmos Philharmonikern (2016) kombiniert. Der Verein ist eine Plattform die Ost mit West verbindet in interkulturelle Aktivitäten. 
Peter Ritzen war 2019 der Intendant des ersten Leschetizky World Congresses vom 3. bis 5. Oktober 2019 in Bad Ischl.

## Ehrungen und Auszeichnungen
- Verleihung des belgischen Leopoldsordens.

## Werke

### Klavier
- Chinesische Rhapsodie Nr. 1 (1987)
- Chinesische Rhapsodie Nr. 2 Dance of the little happy Buddhas (1989)
- Chinesische Rhapsodie Nr. 3 Chinese Market (1989)
- Sonate für Klavier (Adamant Variationen) (1991)
- Award Winning Movie Themes: 13 freie Transkriptionen über Filmthemen (1999)
- 4 Transkriptionen über Wiener Walzer (Johann Strauss, Franz Lehár, Robert Stolz) (2008)
- 4 Transkriptionen über chinesische Volkslieder (2009)

### Kammermusik
- 3 Spanische Lieder für Sopran und Klavier (Gedicht von Santiago Rupérez-Durá) (1989)
- 15 Transkriptionen  über chinesische Volkslieder für Sopran und Streicher (1998)
- Klavierquintett in Fis moll (2006)
- Zwei Lieder auf Gedichte von Mark Eyskens für Sopran, Bariton und Klavier (2015)
- Eyskens Lieder: 3 Lieder für Sopran und Klavier auf Texte von Mark Eyskens(2016)
- Pauls Lieder: 5 Lieder für Sopran und Klavier auf Texte von Ilse Pauls (Wien) (2017)

### Klavierkonzerte
- Konzert Nr. 1 China in the Year of the Dragon. (Paraphrase über die südchinesische Oper: A Fantastic Dream in the Garden) (1989)
- The Last Empress (Paraphrase über die chinesische Peking Oper 'Last Empress' (1908)) (1994)
- Konzert für Taiwan (2000)

### Orchesterstücke
- Chinesisches Requiem. Libretto von Santiago Rupérez Durá. (1990–1994)
- Chinesische Violinen-Rhapsodie (1994)
- Chinesisches Flötenkonzert (1995)
- Symphonisches Gedicht Hua Chiao für Sopran und Orchester. Libretto: Santiago Rupérez Durá(1997)
- Symphonie  Heavenly Peace. Libretto: Santiago Rupérez Durá (2003)
- Symphonische Weihdichtung Finis est infinitus. Libretto: Peter Ritzen (2009)
- Symphonische Weihedichtung Nr. 2 'Die Wildrose' für Chor, Orgel, Solisten und Orchester nach Gedichte von Anton van Wilderode.(2017)
- Zwei Orchesterlieder: 'Taborstunden' & 'Die Allerseligste Jungfrau Maria von Fatima'. Für Chor, Orgel, Streicher und Sopran nach Gedichte von Ilse Pauls (2017)
- Chinesische Rhapsodie 'My Beloved Motherland' für Tenor, Chor, Chinesisches Schlagzeug und großes Orchester (2020)